# Giovanni Monchiero
Giovanni Monchiero (né le 14 juillet 1946 à Canale) est un homme politique italien, député de la XVIIe législature (2013).
Il préside le groupe parlementaire de Choix civique pour l'Italie à partir de juillet 2015, groupe qui a changé de nom pour s'appeler Civici e Innovatori, depuis qu'il a quitté le parti avec lequel il a été initialement élu.